# TAZ 1500

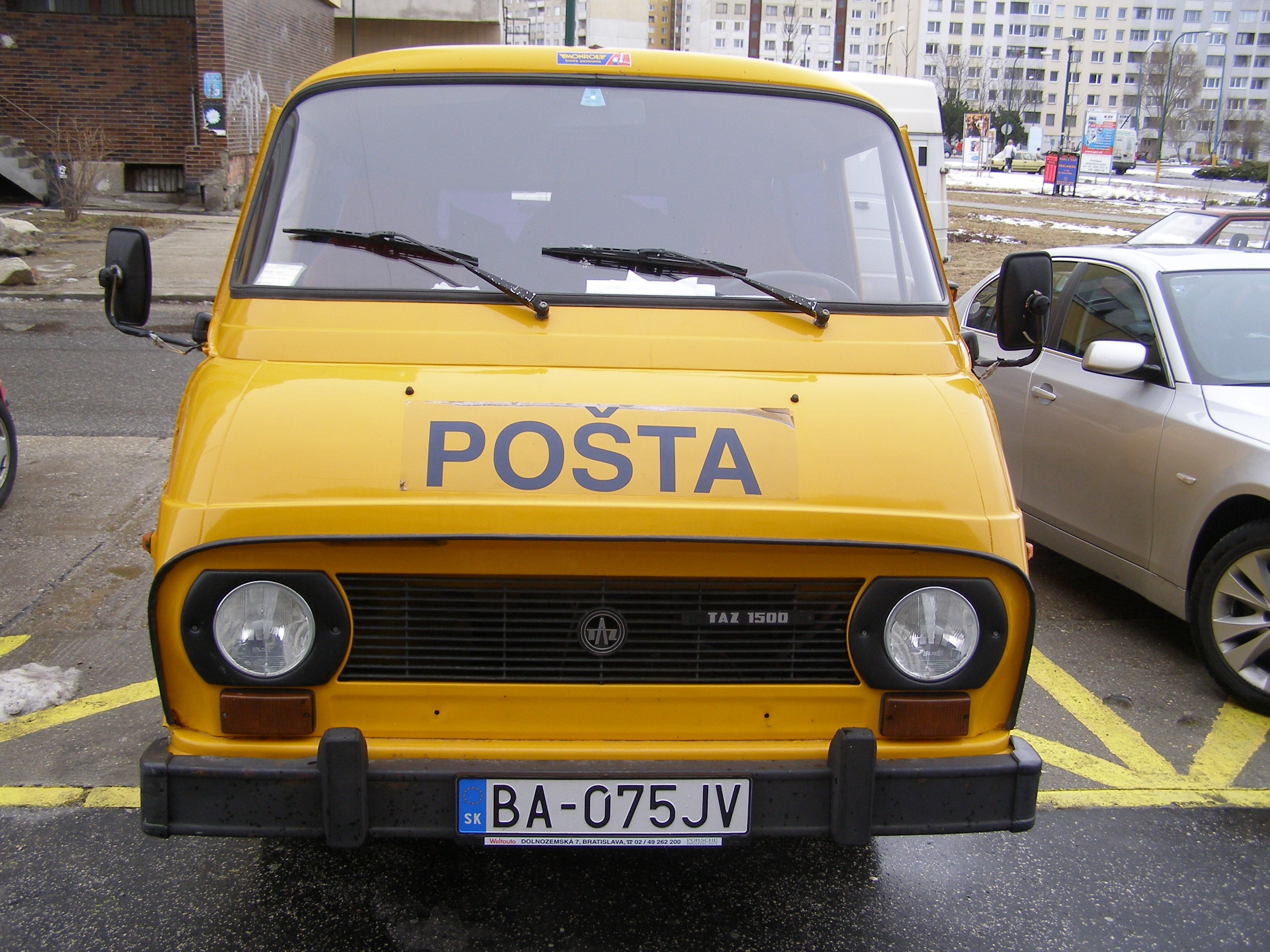
Automobil TAZ 1500 používaný Slovenskou poštou

TAZ 1500 byl malý užitkový automobil, vyráběný československou automobilkou Trnavské automobilové závody (TAZ).

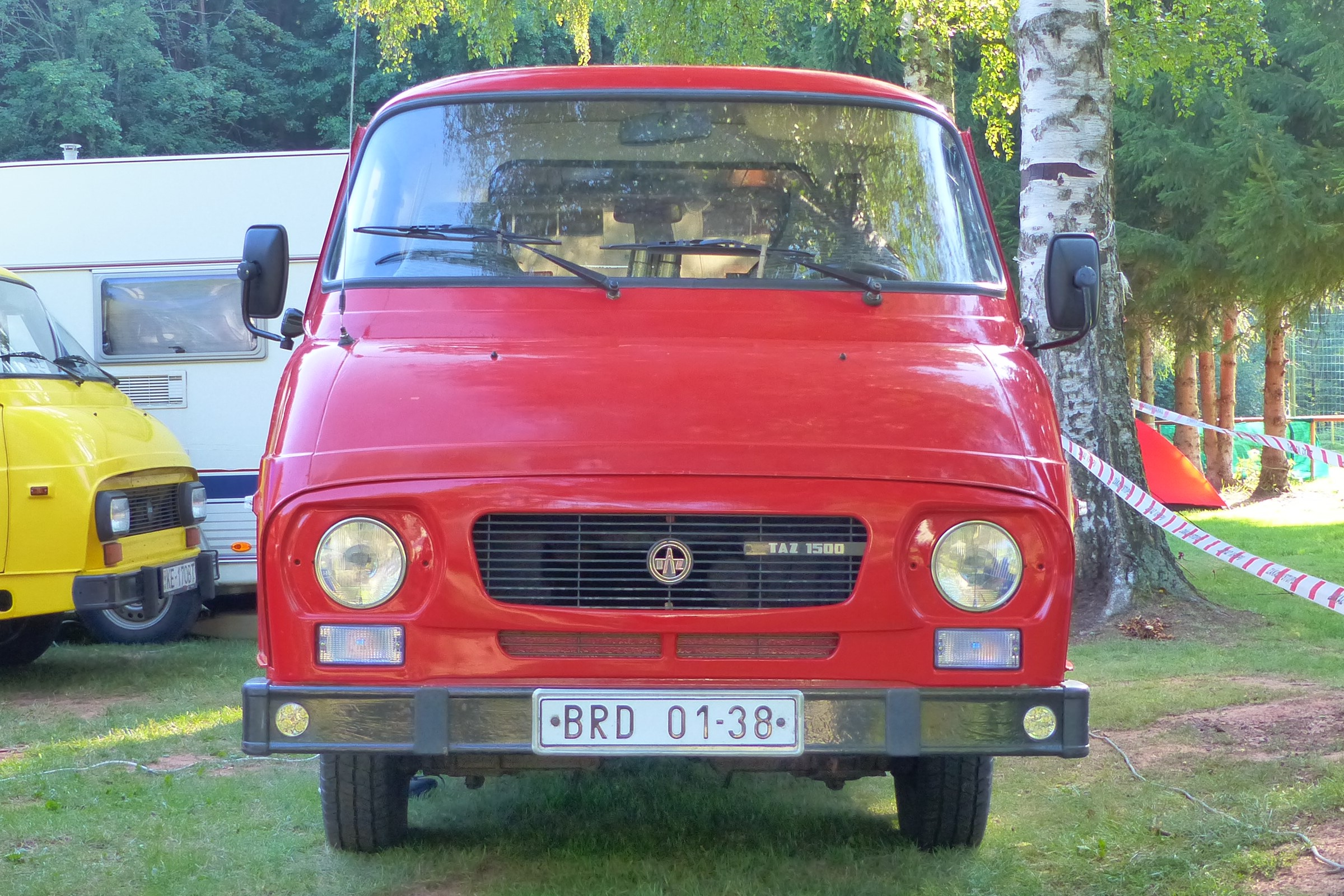
TAZ 1500

## Historie
Začal se vyrábět v roce 1968 pod názvem Škoda 1203 v českém Vrchlabí, v roce 1973 byla část výroby přesunuta do Trnavských automobilových závodů (od roku 1981 celá výroba). Vyráběl se až do roku 1999 a dokonce i po tomto roce produkce tohoto „nesmrtelného automobilu“ celkem neskončila, když v zakázkové výrobě pokračovala česká firma Ocelot.

## Použití
Automobil byl používán v rozmanitých oblastech. Existovaly verze: sanitka, pohřební vůz, dodávka, valník a minibus.

## Technické detaily
- Hmotnost: 1170 kg
- Maximální rychlost: 105 km/ h
- Pohon na zadní kola
- Motor umístěný vpředu
- Čtyřstupňová převodovka